# Nódulo (estomatologia)
Nódulo em estomatologia é uma elevação de consistência fibrosa ou sólida, superficial ou profunda, com até 3 cm, de origem epitelial, conjuntiva ou mista, como nas neoplasias e nos processos proliferativos não-neoplásicos.
Observação: Pode haver associação: vévico-bolhosa; ulcero-nodular; ulcero-menbranosa, etc.